# Seututie 687
Pour les articles homonymes, voir Route 687.
La route régionale 687 (finnois : Seututie 687) est une route régionale allant de Palon à Kristiinankaupunki jusqu'à Kylänpää à  Laihia en Finlande,,.

## Présentation
La seututie 687 est une route régionale d'Ostrobotnie.

## Parcours
- Kristiinankaupunki
- Karijoki
- Teuva
- Jurva
- Laihia